# Kanselarijschrift

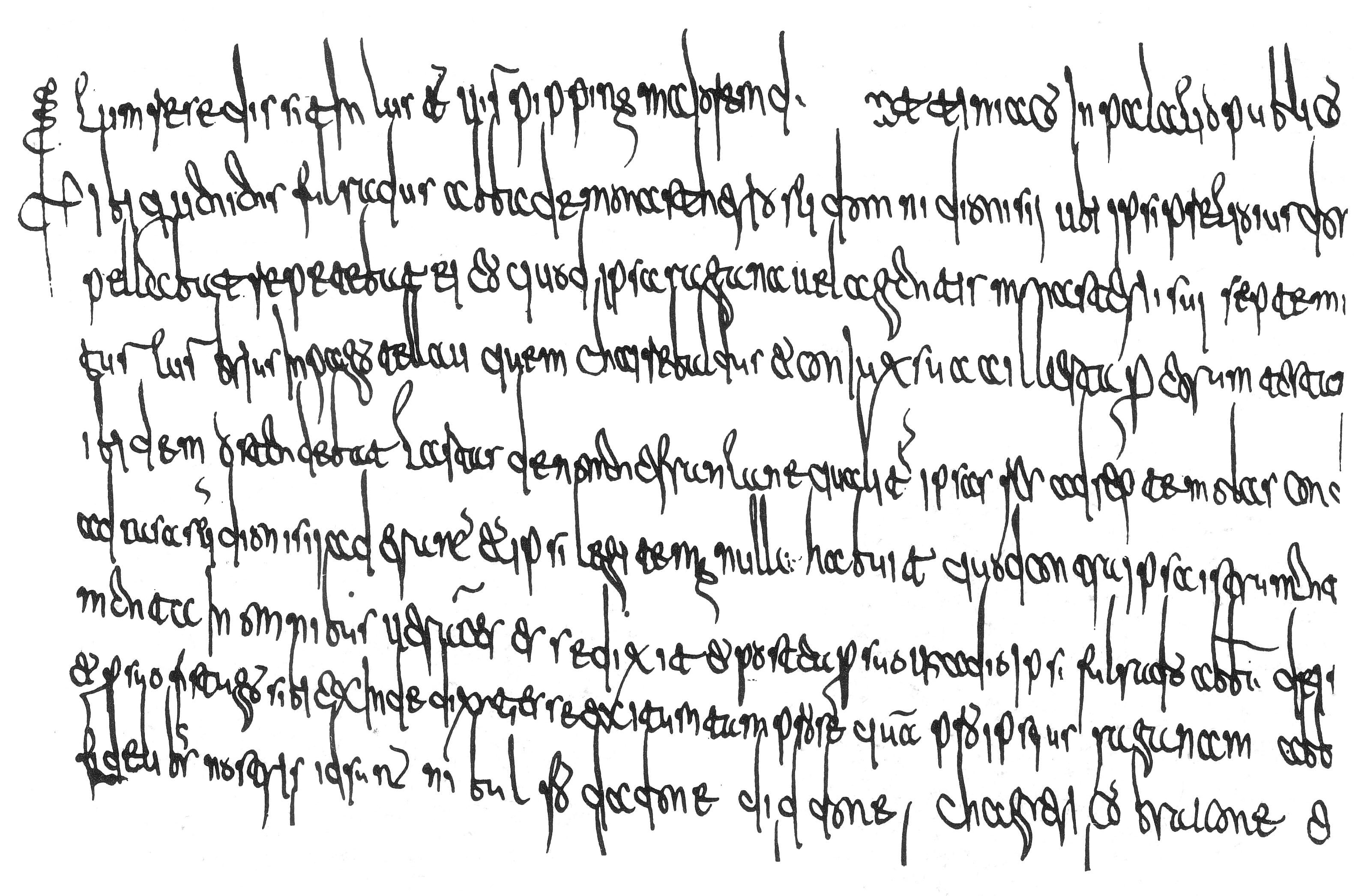
Fragment van een akte van 20 juni 751, uitgereikt door hofmeier Pepijn de Korte; voorbeeld van het Merovingisch kanselarijschrift.

Het kanselarijschrift is een schrift dat in de middeleeuwen gebruikt werd in een kanselarij. Een kanselarij (Latijn: cancellaria) was de plaats waar de oorkondes, brieven, bevelschriften en andere documenten van een bepaalde vorst of andere bestuurlijke instelling werden opgesteld, bezegeld en uitgevaardigd.
In kanselarijen werd dikwijls een bepaalde schriftsoort gebruikt die, hoewel afgeleid van de in de periode gebruikelijke schriften, meestal toch eigen karakteristieken had. Een dergelijk schrift noemt men een kanselarijschrift. Er zijn dus diverse soorten van kanselarijschrift afhankelijk van de periode en van de kanselarij. Zo is het schrift van de pauselijke kanselarij een van de vele versies. Ook de Merovingische en Karolingische administraties hadden zoals de pauselijke curie hun eigen kanselarijschrift. Het kanselarijschrift is dus een verzamelnaam van tientallen verschillende schriftsoorten waarvan de ene al meer leesbaar is dan de andere.
Men ging steeds meer corresponderen en men moest dus een schrift hebben dat snel geschreven kon worden, goed leesbaar was en er elegant uitzag. De snelheid wordt bereikt doordat men de pen aan het begin op het papier zet en zover mogelijk doorschrijft. Pas dan zet men de punten en streepjes (van de t en f). Dit wordt het lopende schrift genoemd - currere (= lopend → cursief).
Typisch voor de meeste kanselarijschriften zijn de lange stokken en staarten die soms heel lang en gekruld kunnen zijn, wat een elegante indruk geeft. Nagenoeg alle kanselarijschriften zijn cursief schriften, maar de "Humanistische Cursief", de voorloper van ons moderne schrift, is niet afgeleid van een kanselarijschrift maar van de Karolingische minuskel.
De Italiaanse benaming "Cancellaresca" en het Franse "Chancelière" verwijzen nog duidelijk naar de herkomst van dit schrift.